# Johanna Corleva
Johanna Corleva (gedoopt in Amsterdam, 8 oktober 1698 - aldaar begraven, 16 november 1752) was vertaler, lexicograaf en grammaticus. Zij is voor zover bekend de eerste vrouwelijke woordenboekmaker in Nederland.
Uit haar werk - gepubliceerd en ongepubliceerd - blijkt dat ze Frans, Latijn en Grieks kende. In 1741 publiceerde ze een Nederlands-Frans woordenboek genaamd De schat der Nederduitsche wortel-woorden: Le trésor des mots originaux, de la langue flamande. Volgens Corleva was haar boek bedoeld ‘voor de Nederduitsen om de Franse taal te verstaan, en voor de Fransen welke onze taal willen leren'. Ze had naar eigen zeggen een nieuwe aanpak, namelijk een compacter woordenboek dan die van haar voorgangers en een markering van oorspronkelijk Nederlandse woorden ('grond- of wortelwoorden'). Dit woordenboek is opgedragen aan de letterkundige Balthazar Huydecoper, met wie Corleva correspondeerde.